# Move (álbum de Yoshida Brothers)
Move é o segundo álbum da carreira do premiado duo japonês Yoshida Brothers. Foi lançado em 2000, com o selo "Domo Records".
O álbum foi um sucesso comercial, e teve uma vendagem na casa de 70,000 copias. Com este álbum, eles foram os vencedores do “Traditional Japanese Music Album Of The Year” no 15o prêmio anual da Japan Gold Disc Awards com o álbum Move

## Faixas
| N.º | Título                                                 | Compositor(es)                      | Duração |  |
| 1.  | "Ayumi"                                                | Kenichi Yoshida                     | 3:52    |  |
| 2.  | "Tenpu"                                                | Ryoichiro Yoshida / Kenichi Yoshida | 6:42    |  |
| 3.  | "Tsugaru Yosarebushi"                                  | Música Tradicional Japonesa         | 3:46    |  |
| 4.  | "Tsugaru Oharabushi"                                   | Música Tradicional Japonesa         | 4:49    |  |
| 5.  | "Wakimizu"                                             | Ryoichiro Yoshida                   | 4:55    |  |
| 6.  | "Ibuki"                                                | Kenichi Yoshida                     | 5:07    |  |
| 7.  | "Koishi"                                               | Ryoichiro Yoshida / Kenichi Yoshida | 8:24    |  |
| 8.  | "Tsugaru Jonkarabushi Kakeai Kyokuhiki (Move Version)" | Traditional                         | 12:43   |  |

## Desempenho em Paradas Musicais

### Álbum
| Ano  | Ranking | Posição | Ref.  |
| ---- | ------- | ------- | ----- |
| 2000 | Oricon  | #99     | [ 3 ] |